# Stroiești, Suceava
Stroiești là một xã thuộc hạt Suceava, România. Dân số thời điểm năm 2002 là 3545 người.